# ГЭС «Хорог»

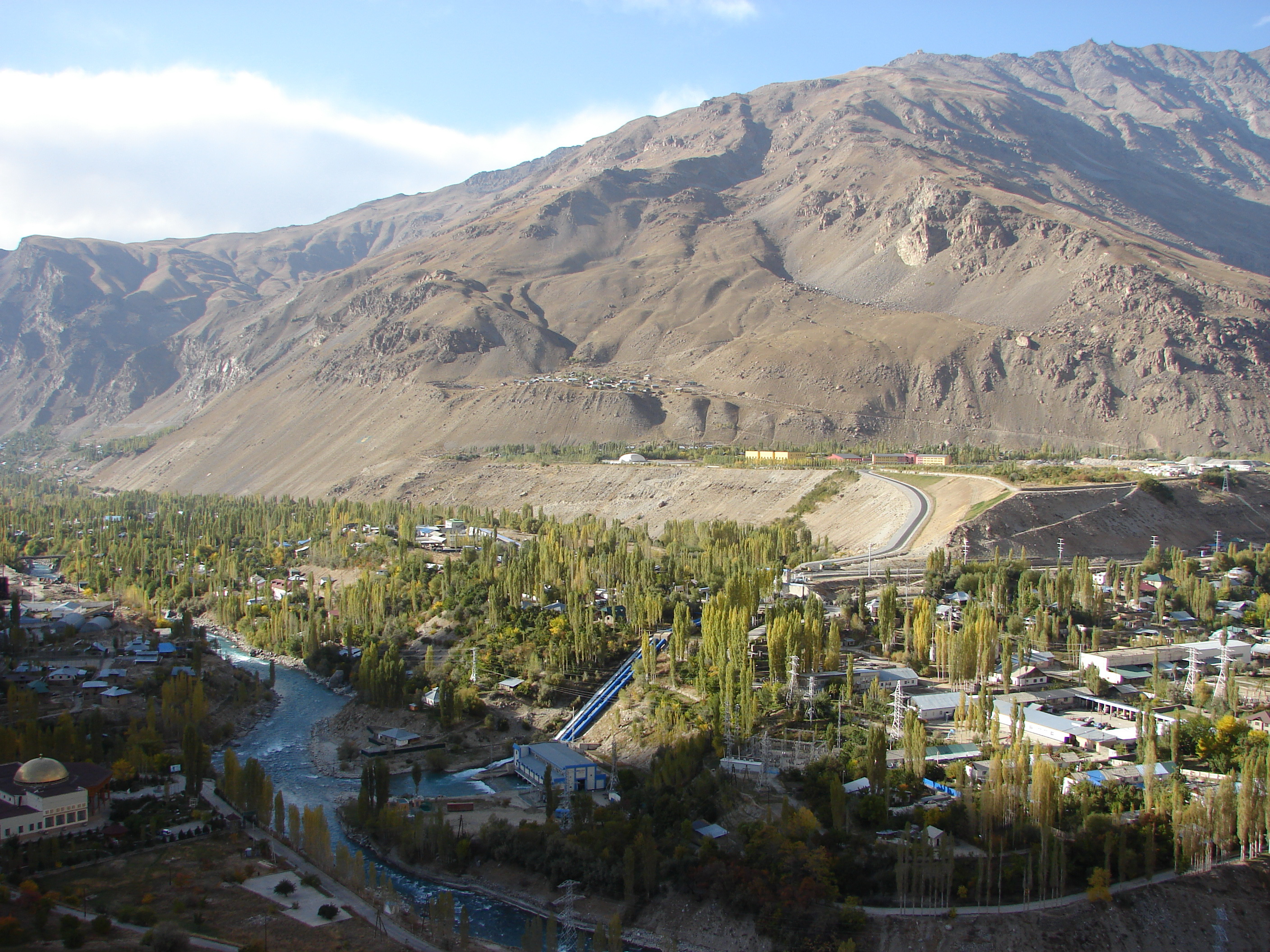
ХорогГЭС

ГЭС «Хорог» — гидроэлектростанция в Таджикистане.
Проектирование электростанции началось в 1980-х годах. Находится в Горно-Бадахшанской автономной области на восточной окраине областного центра города Хорога на реке Гунт. На ГЭС установлены турбины суммарной мощностью в 9 МВт.